# 印度國家板球隊
印度男子國家板球隊，也稱為印度隊和藍衣男子隊，由印度板球控制委員會管理，是國際板球理事會的正式成員，擁有國際板球對抗賽，單日國際賽和Twenty20國際賽資格。板球運動於18世紀由英國水手引入印度，並於1792年成立了第一個板球俱樂部。